# Književna nagrada "fra Martin Nedić"
Književna nagrada "fra Martin Nedić" je međunarodna književna nagrada koja se dodjeljuje u BiH od 2010. godine. 

## Povijest
Želeći sačuvati sjećanje na život i djelovanje prvoga ilirca u Bosni, književnika, povjesničara, franjevačkoga diplomata, prosvjetnoga radnika i graditelja fra Martina Nedića, upravni odbor Zaklade "Terra Tolis" iz Tolise u studenom 2009. godine je utemeljio Književnu nagradu "fra Martin Nedić". Nagrada je prvi puta dodijeljena 2010. godine u sklopu obilježavanja dvjestote obljetnice rođenja fra Martina Nedića.
Na natječaj za dodjelu Književne nagrade "fra Martin Nedić" prijavljuju se autori koji su objavili djelo pisano jezikom koji za osnovicu ima štokavsko narječje. Djelo mora biti objavljeno u razdoblju od 1. travnja prethodne do 1. travnja godine u kojoj se dodjeljuje nagrada. Nagrada se dodjeljuje u okviru manifestacije "Dani Tolise", koju upriličuje Zaklada "Terra Tolis", a sastoji se od plakete i novčanoga iznosa.	

## Dobitnici
- 2010.

1. Anto Zirdum (Vitez, BiH), "Carski rez", roman
2. Marijo Glavaš (Split, Hrvatska), "Libreto za mrtve kitove", roman
3. Tomislav Marijan Bilosnić (Zadar, Hrvatska), "Molitve", pjesme

- 2011.

1. Mato Nedić (Tolisa, BiH), "Pater Martinus", roman
2. Lamija Begagić (Sarajevo, BiH), "Jednosmjerno", priče
3. Drago Čondrić (Split, Hrvatska), "Fragmenti rane jeseni", pjesme

- 2012.

1. Radica Leko (Posušje, BiH), "U Njemačku, brale…", roman i Mira Šubašić (Bezdan kod Sombora, Vojvodina), "Ispod nedohvata", roman
2. Tomislav Marijan Bilosnić (Zadar, Hrvatska), "Afrika", pjesme
3. Zdenka Mija Brebrić (Bjelovar, Hrvatska), "Gospa na murvi" – Govorenja Luce pitarice, kratke priče

- 2013.

1. Igor Divković (Zagreb, Hrvatska), "Relativno apsolutno", pjesme
2. Julienne Eden Bušić (Zagreb, Hrvatska), "Živa glava", roman
3. Zdravko Kordić (Mostar, BiH), "Uviranja", pjesme

- 2014.[1]

1. Tomislav Marijan Bilosnić (Zadar, Hrvatska), "Odisej", pjesme
2. Ružica Soldo (Široki Brijeg, BiH), "A kiša samo što nije…", pjesme
3. Ljerka Mikić (Kostrč, BiH), "Otvaranje kruga", pjesme

- 2015.

1. Julijana Matanović (Zagreb, Hrvatska), "I na početku i na kraju bijaše kava", priče
2. Anita Martinac (Mostar, BiH), "Medaljon", roman
3. Zvonimir Stjepanović (Županja, Hrvatska), "Stanarska kazivanja", pjesme

- 2016.

1. Drago Čondrić (Split, Hrvatska),  Sedam velikih biblijskih poema, poeme
2. Ernest Fišer (Varaždin, Hrvatska), Doba nevremena, pjesme
3. Esma Bandić (Travnik, BiH), Sultanov ferman, roman

- 2017.

1. Nevenka Nedić (Bošnjaci), Zlatno doba, haiku stihovi
2. Stanko Krnjić (Župa dubrovačka), Kroničar svega, pjesme
3. Branislav Antov Mikulić (Sarajevo), Srcem do beskraja, roman

- 2018.

1. Mirjana Buljan (Zagreb), Apsirtov pupak, novele
2. Zvonimir Mikulić (Ljubuški), Kutak kod Kralja, roman
3. Ernest Fišer (Varaždin), Preludij za anginu pectoris, pjesme

- 2019.

1. Josip Mlakić (Bugojno), Skica u ledu, roman
2. Joso Živković (Kostrč, Orašje), Tragom pokorenih želja, pjesme
3. Ljubica Ribić (Varaždin), Beskonačno, pjesme i Milan Novak (Maribor), Dubina straha, pjesme